# 阿部コウヘイ
阿部コウヘイ（あべ こうへい　1988年3月16日 - ）は、日本の編曲家、作曲家、ベーシスト、サウンドエンジニア。大分県出身。音楽制作チーム「SCRAMBLES」（スクランブルズ）に所属。

## 主な作品

### BiS
- ミステリアスホール（編曲、ベース）
- Are you ready?（編曲）　テレビアニメ『遊☆戯☆王VRAINS』エンディングテーマ
- BASKET BOX（編曲）
- 少年の歌（編曲、ベース、ギター）

### BiSH
- 優しいPAiN（ベース）
- in case...（編曲、ベース、ギター）　アニメ『ゴジラ S.P ＜シンギュラポイント＞』オープニングテーマ

### EMPiRE
- A journey（ベース）
- きっと君と（ベース）
- 曲がりくねった道の（ベース）
- I have a chance!!（ベース）
- NEVER ENDiNG（ベース）

### DOLLS FRONTLINE
- 【絶叫】Follow me★!!（編曲、ベース、ギター）

### GANG PARADE
- LAST（ベース）
- Jealousy Marionnette（ベース）

### PARADISES
- GOOD NIGHT（編曲、ベース）

### PEDRO
- STUPID HERO（編曲）
- EDGE OF NINETEEN（編曲）
- ironic baby（編曲）